# Quế Ngọc Hải
Quế Ngọc Hải (* 15. Mai 1993 in Diễn Châu, Nghệ An) ist ein vietnamesischer Fußballspieler.

## Karriere

### Klub
Aus der Jugend von Sông Lam Nghệ An kommend, ging er zur Saison 2013 in deren erste Mannschaft über. Dort foulte er am 25. Spieltag der Saison 2015, den für SHB Đà Nẵng spielenden Trần Anh Khoa so stark, dass dieser mit einer Trage vom Feld gebracht werden musste und erst einmal auf einen Rollstuhl angewiesen war. Durch diese schwere Verletzung musste er nach Singapur, um dort operiert zu werden. Quế ,wurde direkt nach dem Spiel von der VFF für sechs Monate gesperrt, mit einer Geldstrafe belegt und gezwungen die Behandlungskosten von Trần zu übernehmen. Diese Kosten wurden Mitte Dezember 2015 auf eine Somme von 834 Mio. VND (Inflationsbereinigt ca. 38.000 € im Jahr 2021) abgesteckt. Zusammen mit dem Co-Trainer von Sông Lam, Nguyen Duc Thang, übergab er dieses Geld der Familie des Spielers in bar. Hierbei brachte er selbst aber nicht die komplette Summe auf, sondern es waren auch Mitteln des Fanklubs von Sông Lam, mehrerer Sponsoren und einer privaten Zuwendung des Geschäftsmanns Đoàn Nguyên Đức enthalten. Selbst nach der Operation kam Trần jedoch nicht mehr zum Fußball spielen zurück und musste schließlich mit 24 Jahren seine Karriere beenden.
Zur Saison 2019, wechselte er zum Viettel FC, wo er in den nächsten drei Spielzeiten aktiv war. Am Ende der Saison 2020 gewann er mit seinem Team zudem die Meisterschaft. Anschließend kehrte er zur Saison 2022 zu SLNA zurück. Seit Ende September 2023 steht er mittlerweile beim Binh Duong FC unter Vertrag.

### Nationalmannschaft
Mit der vietnamesischen U19 nahm er an der Asienmeisterschaft 2012 teil und führte hier das Team in zumindest zwei Partien als Kapitän an. Auch in der U-23-Nationalmannschaft kam er später ab 2015 noch zum Einsatz. 
Sein erster Einsatz für die A-Nationalmannschaft von Vietnam war am 6. September 2014, bei einem 3:1-Freundschaftsspielsieg über Hongkong, wo er in der Startelf stand und zur zweiten Halbzeit für Nguyễn Huy Cường ausgewechselt wurde. Später im Jahr war er dann auch bei der Südostasienmeisterschaft 2014 dabei und erreichte dort mit seinem Team das Halbfinale. Nach ein paar Qualifikationsspielen für die Weltmeisterschaft 2018, war er auch bei der Austragung dieses Turniers im Jahr 2016 wieder dabei, wo man erneut das Halbfinale erreichte.
Weiter ging es für ihn mit Spielen in der Qualifikation zur Asienmeisterschaft 2019, sowie Ende 2018 zu seiner dritten Teilnahme an der Südostasienmeisterschaft, an dessen Ende er mit seinem Team den Titel gewann. Kurz danach kam er auch erstmals bei der Asienmeisterschaft zum Einsatz. Bei der Ausgabe im Jahr 2019 gewann er mit seinem Team zwar nur ein Spiel in der Gruppe, in diesem erzielte er auch sein einziges Turniertor. Kam aber trotzdem bis ins Viertelfinale. Nach einigen weiteren Spielen innerhalb der Qualifikation für die Weltmeisterschaft 2022 sowie der Südostasienmeisterschaft 2021 und der Ausgabe im Jahr 2022, wo er mit seinem Team in beiden Fällen wieder den Titel teilweise knapp verpasste.
Zur Asienmeisterschaft 2024, wurde er am 25. Dezember 2023, für den vorläufigen Turnierkader nominiert.